# Alonina
Alonina là một chi bướm đêm thuộc họ Sesiidae.

## Các loài
- Alonina difformis  Hampson, 1919
- Alonina longipes (Holland, 1893)
- Alonina rygchiiformis  Walker, 1856